# Estanislau Fors i Garcia
Estanislau Fors i Garcia (Arenys de Mar, 1972) més conegut com Estanis Fors és un polític català, Alcade d'Arenys de Mar des de juny de 2023. Anteriorment havia estat alcalde entre 2011 i 2016.

## Biografia
És llicenciat en Història de l’Art i està estudiant Ciències Religioses (2023). Va entrar en política local a Arenys de Mar, on després de les eleccions municipals de 2003 fou nomenat regidor de Cultura i Acció social (2003-2007), posteriorment va exercir de regidor a l'oposició (2007-2011) i a les eleccions municipals de 2011 fou nomenat alcalde d'Arenys de Mar, càrrec que mantindria fins que li van fer una moció de censura a l'abril de 2016. Va estar a l'oposició entre 2016 i 2023, quan va tornar a ser investit alcalde després de les eleccions municipals de 2023, on es va imposar per majoria absoluta.